# クーロン黒沢
クーロン黒沢（クーロンくろさわ、本名: 黒沢 喜久（くろさわ よしひさ）、1971年10月1日-  ）は、日本の実業家、作家、ライター、YouTuber。東京都豊島区出身、新宿区生まれ。カルト的人気を誇るアングラゲームソフト、『香港97』の開発者。長らく素顔は公開してこなかったが、2018年10月7日、マミヤ狂四郎のTwitterに写真が掲載された。
現在はアジアを舞台としたアンダーグラウンド旅行記やコンピュータ関係の書籍、YouTuber活動、自身が編集長を務めるサブカル系の電子雑誌等を執筆している。2018年頃までカンボジア・プノンペン在住であったが、親族から引き継いだ賃貸物件管理の為、地元である豊島区に拠点を戻している。

## 経歴
1971年、東京都新宿区で生まれる。
物心つく頃から父親はおらず、年中働く母親の姿を見て育った。小学校低学年からゲームセンターに入り浸る毎日だったが、小5の終わりにマイコンの存在を知り、小6に上がった頃、悲願だったNECの「パピコン PC-6001」を手に入れるも、ソフトを購入しなければ何もできないということに後から気づいた。
1万円近くするソフトは少年の財布にはあまりに高嶺の花で、1年間は何もできずに過ごすことになるが、池袋で偶然見つけた違法コピーソフト店に足繁く通うようになり、コピーする事に夢中になった。
その後は中学生にして店を運営する側に回ったが、人間関係のストレスから中学2年で消化器系の病気を患い長期間入院。その間に店は閉店した。
入院中、暇潰しに読んだガイドブックでアジアに興味を持つようになる。退院後は日本初のエロ掲示板をオープンし、日本中の変態から様々なことを学んだが、一介の中学生に彼らをコントロールすることもできず、敢えなく掲示板は閉鎖した。 
高校に入ると自分でゲームを制作してパソコンマニアに販売などもしていた。学校を休んでは東南アジアに行くという事も覚えていた。
AmigaのBBSを運営し始めたある日、それまでまったく交流のなかった榎本大輔から突然掛かってきた国際電話を機に、新宿歌舞伎町に会社を興す。
会社の方針が決まらないまま東南アジア周遊旅行に出かけ、そこでメシのタネとして、マジコンの輸入販売業務を見つける(この会社は榎本の実家の出資で設立した模様)。商売も軌道に乗り、社員旅行と称してタイで豪遊しているところに任天堂から販売差止を求める内容証明を受ける。その後、黒沢は会社経営から撤退。以降、コンピュータオタクとしての知識やマジコン販売時代の経験を生かし、マニア向けコンピュータ・ゲーム関係の雑誌で連載。香港への海賊版ゲームソフトの取材を機に、アジアのアンダーグラウンドについての旅行記を執筆し始める。その後、1997年頃（1995年と言ってる書籍もあり）からカンボジア、プノンペンに移住し、フリーペーパーの発行(後述の『ロンパオ』)や貸本屋などの実業活動をするが、いずれも失敗。実業活動と平行して執筆活動も続けている。
近年は活動拠点を日本に戻し、自身が設立した「シックスサマナ」の運営と不定期に刊行される同名電子雑誌の発行、浮遊会と言われるゲストありのトークショー、YouTuberとしてレトロゲームや各種ゲーム機器の紹介、日本各地のB級スポットや廃墟を巡る旅、一風変わった面白そうな人物をインタビューするなど幅広く活動している。

## エピソード、その他
- 『香港97』の開発者として知られているが、制作したのは1980年代から数々の有名パソコンゲームに携わってきた凄腕プログラマー（黒沢のファンだった）で、「ゲーム作りたかったら手伝いますよ」という言葉を真に受け、数か月後にドット絵データを渡し概要を話しただけでその日の深夜にはゲームが出来上がっていたという[15]。
- 若気の至りで香港97を発売したが、実際には数十本しか売れなかった。それから約20年後、海外の人気YouTuberが『香港97』をネタに動画を上げたところそれがバズり、黒沢のFacebookには英語、フランス語、ポルトガル語等、世界中から不穏なメッセージが大量に届いた[15]。
- 実家は昭和30年代（1955年から1964年まで）に建てられた賃貸併用住宅所謂あばら家であり、祖母の代から数部屋を賃貸物件として貸出している。ある時、家賃を滞納していた住民に取立ての為に声がけしたが応答なく、合鍵で部屋に入ったところ、住民は既に死亡しており、大家として孤独死の第一発見者になった[11]。
- 若い頃、「私のアイドルは青山正明」と語っており、青山正明に倣い一時期は交友関係を暗黒面に絞っていた[16]が、当然トラブル続きになり、カンボジアへ移住するきっかけとなった。
- チベット取材を兼ねた旅行中に何度か死にそうになり、最後は交通事故に巻き込まれた。「生きて帰って来れて良かった」と語っている[17]。
- 「カルカッタレコード」[18][19]という自主レーベルを主宰しており、『やさぐれ旅行人 DJ北林シリーズ 』、『デジタル・スーパースター列伝 』等の映像作品[20]や『スカトロ公務員』[注 1]のような珍奇なCDを発表している。また上記の映像作品では「陳大黒」[21]名義でクレジットされた。

## 著作の傾向

### アジア旅行記
基本的には、アジアにおける警官・軍人の腐敗や商店主・バイタクなどの日本人に対するボッタクリを揶揄した内容、アジアに沈没した日本人バックパッカーの日常や麻薬・売春・海賊版などの一般に非合法とされるものに関する体験記が大半を占める。日本を舞台とした話はあまり存在しないが、アジアのスラムに通じるような雰囲気を持つ日本の街についてはたまに舞台となる。
また、過去のミニコミや書籍に載った話をほとんどそのまま新刊に載せることがあるため、「使いまわし」と批判されることがしばしばある。
日本人バックパッカーを扱った話では、モデルとなった人物が極めて特徴的であるためにすぐに特定できてしまうことがあり、モデル本人が現地のバックパッカー社会で悪い意味で有名になりすぎ、そのモデルから恨まれることもあるという。2016年にアジアに移住した後に生活に困窮してしまった日本人を救うために、クラウドファンディングで支援を募った事がある。

### コンピュータ関係
一貫して題材としているのはゲームの違法コピーやプロテクト外し、海賊版などで、コンピュータの「アングラ」な側面とそこで出会った人々について書いている。『マイコン少年さわやか漂流記』では小学生時代のPC-6000シリーズやPC-8801シリーズ、上述の中学時代のアミーガなど。処女作の『香港電脳オタクマーケット』ではファミリーコンピュータ時代、『バンコク電脳地獄マーケット』ではPlayStation時代のアジア産海賊版についての解説および体験記といった内容。

## 著作等

### アマチュア出版物
『カンボジアの素』（〜1994）
ミニコミ誌（コミケなどで同人誌として発行していた様だが、詳細は不明）
『タイの素』
ミニコミ誌
『ロンパオ（龍包）』（1998年4月〜1998年10月）
カンボジア在住時に発行された、カンボジアで発生した事件やバックパッカー向け生活の知恵のようなものを紹介するフリーペーパー。日本でも入手できたが有料。出版当初から赤字だったので6か月で休刊となるも、のちに単行本として発行される。
『ロンパオ』の発行では、発行を黒沢に薦め、自らメインの出資者となる筈の人物に、発行直前になって「ハシゴを外」されたため、発行する前から自腹を切るかたちとなる。そのため、「どうせ自腹なら」と6か月でやめることを前提として発行する。最初は広告収入もあったがすぐに広告が打ち切られ、結局赤字のまま予定通りに休刊。
『シックスサマナ』（2013年〜）
電子書籍にて刊行中。
- 『シックスサマナ 第1号 海外移住促進月間』　写真：石川正頼
- 『シックスサマナ 第2号 電子出版で海外印税生活を！』　写真：石川正頼
- 『シックスサマナ 第3号 日本に殺されるな』　写真：石川正頼
- 『シックスサマナ 第4号 お布施で暮らそう』　写真：石川正頼
- 『シックスサマナ 第5号 アジアのブラック企業 列伝』　写真：石川正頼
- 『シックスサマナ 第6号 愛は金で買えるのか？』　写真：石川正頼
- 『シックスサマナ 第7号 バンコクで直木賞を狙え！』　写真：石川正頼
- 『シックスサマナ 第8号 海外サバイバル闘病記』　写真：石川正頼
- 『シックスサマナ 第9号 超激安！海外起業術』　写真：石川正頼
- 『シックスサマナ 第10号 極楽タイの地獄めぐり』　共著：下川裕治　写真：石川正頼
- 『シックスサマナ 第11号 地獄の10万円フードビジネス』　
写真：石川正頼・コイワカメラ
- 『シックスサマナ 第12号 病める日本の処世術』　
共著：下川裕治・吉田悠軌　写真：石川正頼・コイワカメラ
- 『シックスサマナ 第13号 セカシュー女子の野望と現実』　共著：皿井タレー
- 『シックスサマナ 第14号 プノンペン魔界ツアー』　共著：蔵前仁一
- 『シックスサマナ 第15号 俺の仕事は戦争屋 エリート兵士に転職しよう！』　
共著：村田らむ・DJ北林

- 『シックスサマナ 第16号 人生一度は秘境をさまよえ！』　
共著：ロボットマナブ・西山たけし
- 『シックスサマナ 第17号 片道一万円の冒険 コリア三都物語』
共著：村田らむ・伊吹インタープレス
- 『シックスサマナ 第18号 おとなの修学旅行』　
共著：吉田悠軌・鳥取ループ・藤倉善郎
- 『シックスサマナ 第19号 こじらせタイワン あなたを不安にさせる台湾』　
共著：チンシュイ清水・西山たけし
- 『シックスサマナ 第20号 真夏の夜の被害妄想』　
共著：吉田悠軌・ネルソン水嶋・古牧和都
- 『シックスサマナ 第21号 エクストリーム・クッキング』　
共著：村田らむ・アイリス横山・西山たけし
- 『シックスサマナ 第22号 そうだ、刑務所へ行こう 人生丸ごと断捨離せよ！』　
共著：アイリス横山・梅宮貴子・西山たけし
- 『シックスサマナ 第23号 真実の愛の果てに』　
共著：西山たけし・とりドル(著)　写真：コイワカメラ
- 『シックスサマナ 第24号 幻の動物王国 追悼 本多忠祇』　
共著：西山たけし・李玉玲・森野紀乃　写真：コイワカメラ
- 『シックスサマナ 第25号 俺だけは大丈夫！ 人生最大の危機』　
共著：西山たけし・吉倉槇一・野田香奈子
- 『シックスサマナ 第26号 ニッポン異国めぐり』　
共著：西山たけし・吉倉槇一・村田らむ・ビリー高橋
- 『シックスサマナ 第27号 漢の逝き様 野良犬のように死ね！』　
共著：西山たけし・清水2000・井上太夫　写真：石川正頼
- 『シックスサマナ 第28号 聖地巡礼 不思議パワーを求めて』　
共著：村田らむ・ニコラス啓司・清水2000・西山たけし・吉倉愼一　写真：コイワカメラ
- 『シックスサマナ 第29号 恋愛ハッテン途上国 心のスキマを埋める旅』　
共著：ニコラス啓司・清水2000・西山たけし・コイワカメラ・DJ手淫・白川夜中・李玉玲
- 『シックスサマナ 第30号 働くことは罪である』　
共著：西山たけし・山田蟲彦・DJ手淫・ペニー山岡・鈴本リク・ニコラス啓司
- 『シックスサマナ 第31号 貧乏への道 全ての道は貧困に通ず』　
共著：ニコラス啓司・西山たけし・DJ手淫・清水2000・コイワカメラ・白川夜中
- 『シックスサマナ 第32号 人生の後始末』　
共著：ニコラス啓司・西山たけし・DJ手淫・清水2000・山田蟲彦・鈴本リク・Kzwmn・李玉玲　写真：コイワカメラ
- 『シックスサマナ 第33号 スピリチュアル弾丸紀行 カルトとクンニとトラウマと』　
共著：ニコラス啓司・DJ手淫・山田蟲彦・清水2000・Kzwmn・李玉玲・鈴本リク・大平英幸・アグスティン井口
- 『シックスサマナ 第34号 岡本朋久[注 4]追悼号』　
共著：日野日出志・アグスティン井口・ニコラス啓司・DJ手淫・山田蟲彦・Kzwmn・李玉玲・鈴本リク・コイワカメラ

### 単行本・文庫本
- 『電脳アジアコピー天国』（秀和システム・1994年2月）[24]
クーロン黒沢の処女作。すでに絶版。
- 『さわやかインターネット -ネットの達人-』（秀和システム・1995年11月）
共著：ガスト関・ミスターPBX
- 『オトナのハッカー読本 -世界電脳暗黒列伝-』（ジャパンミックス-既に倒産・1996年11月）
- 『香港電脳オタクマーケット』（徳間文庫・1996年11月）
香港をテーマとした、初の海外本。海賊版ソフトマーケットなど、香港のダークサイドを紹介したガイドブック。
- 『怪しいアジアの歩き方 -怒号と波乱の人間不信紀行-』（KKベストセラーズ・1997年11月）
共著：ポッチン下条
- 『バンコク電脳地獄マーケット』（徳間文庫・1998年5月）
『香港〜』のように、バンコクを舞台としたダークサイドガイドブック。（ホモレストラン・ホモサウナの記事のせいで、同性愛者と勘違いされたらしい）
- 『タイの怪事件』（イーストプレス・1998年7月）
タイのローカル新聞、バンコク週報の翻訳記事を紹介。
- 『怪しいアジアの怪しい人々 -怒濤のアジアに沈んだ奴ら-』（KKベストセラーズ・1998年8月）
- 『電脳ギャング -インターネットに潜むウラ技・怪情報・電脳犯罪の最新事情！！-』（ワニマガジン社・1999年4月）
- 『怪しいアジアの暮らし方 -混沌の暗黒地帯に潜入した！-』（KKベストセラーズ・1999年10月）
- 『暗黒アジアンハッカーズ』（太田出版・1999年12月）[25]
共著：鶴見和昭・マミヤ狂四郎
基本的には共著者である、鶴見和昭が主宰したゲームサークル同人誌の再構成がほとんど。黒沢は主にネット界のアングラ話やアジアの変人奇人紹介を手掛けている。
- 『ロンパオ -風雲カンボジア日記-』（青林工藝舎・2000年2月）
黒沢のカンボジアでの日記。巻末に、前述したフリーペーパー「ロンパオ」を縮刷版として掲載している。
- 『怪しいアジアの暗黒食生活』（KKベストセラーズ・2001年3月）
謎の商社マン、明日香 翔氏(仮名)の海外食生活記。台湾で犬を食ったり、中国の奥地で鶏の睾丸鍋を食ったりという、闇の食生活がテーマ。共著：明日香翔（というかこちらがメインの著者）
- 『さわやかタイ読本 -国際奇人変人都市・バンコクへようこそ！-』(太田出版・2001年12月)
共著：エポック伊藤・皿井タレー
- 『怪しいアジアの怪しいニュース』（KKベストセラーズ2002年6月）
共著：リン外川・梅本 善郎
- 『マイコン少年さわやか漂流記』（ソシム・2003年6月）
- 『プノンペンどくだみ荘物語』（徳間文庫・2003年7月）
プノンペンのアパートでの経験をもとに書いた小説。イラスト：浜口乃理子
- 『まろやかタイ読本』（太田出版・2004年2月）
メインは皿井タレー
- 『エネマグラ教典 -ドライオーガズム完全マニュアル-』（太田出版・2004年8月）[26]
それまでのコンピュータ・アジアというジャンルではなく、エネマグラというアダルトグッズについて紹介。
- 『裏アジア紀行』（幻冬舎アウトロー文庫・2006年1月）
- 『乱世のサバイバル教典』（太田出版・2007年1月)[27]
共著：サージェント阪木・マミヤ狂四郎
- 『デジタルスーパースター列伝―実録!電脳界の暗部に生きる孤高の偉人密着ルポ!』（ILM・2011年12月)

### 映像作品
- 『やさぐれ旅行人 DJ北林シリーズ (黙示録第一章) 裏切り売女麺』(DVD・2008年)[28]
- 『やさぐれ旅行人 DJ北林シリーズ (黙示録第二章) 裏切り売女飯』(DVD・2008年)[29]
- 『やさぐれ旅行人 DJ北林シリーズ (黙示録第三章) 黄昏の冷気茶室』(DVD・2008年)[30]
- 『やさぐれ旅行人 DJ北林シリーズ (黙示録第四章) ルンピニ三國無双』(DVD・2009年)[31]
- 『やさぐれ旅行人 DJ北林シリーズ (黙示録第五章) エカマイ家庭訪問』(DVD・2009年)[32]
- 『やさぐれ旅行人 DJ北林シリーズ (黙示録第六章) 悪魔オットセイ冥府魔道』(DVD・2010年)[33]
- 『やさぐれ旅行人 DJ北林シリーズ (黙示録第七章) 外こもり太閤記』(DVD・2010年)[34]
- 『やさぐれ旅行人 DJ北林シリーズ (黙示録第八章) 台北旅社の怪人』(DVD・2010年)[35]
- 『やさぐれ旅行人 DJ北林シリーズ (黙示録第九章) 外こもり魔界転生』(DVD・2011年)[36]
- 『やさぐれ旅行人 DJ北林シリーズ (黙示録第十章) 現地採用残酷物語』(DVD・2011年)[37]
- 『デジタル・スーパースター列伝 電脳界の魔導師たち』(DVD・2011年、のち『デジタル・スーパースター列伝 闇の世界の超人たち』としてAmazonプライムビデオ)
- 『やさぐれ旅行人 DJ北林シリーズ (黙示録第11章) 落人たちの楽園』(DVD・2012年)[38]
- 『やさぐれ旅行人 DJ北林シリーズ (黙示録第12章) 炎の友情』(DVD・2012年)[39]
- 『やさぐれ旅行人 DJ北林シリーズ (黙示録第13章) 銭ゲバ女と不治の病』(DVD・2012年)[40]
- 『やさぐれ旅行人 DJ北林シリーズ (黙示録第14章) 苦界の村の生き証人』(DVD・2013年)[41]
- 『やさぐれ旅行人 DJ北林シリーズ (黙示録第15章) 神に選ばれた男』(DVD・2013年)[42]※DJ北林シリーズとデジタル・スーパースター列伝は「クーロン黒沢」ではなく「陳大黒」でクレジットされている。
- 『ドキュメンタリー 鏡の中の戦争』(ダウンロード販売・2014年　のち『War in the Mirror』としてAmazonプライムビデオ)
- 『幻の動物王国 悪い奴ほど裏切らない』（2017年、Amazonプライムビデオ)
- 『世にも奇妙な浮遊人』（2017年、Amazonプライムビデオ)

#### 自作作品
- 拷問マスター(学生時代に作った自作ソフト)
セガのドリームキャスト用ゲームソフト『セガガガ』通販版のデータ上に存在する『架空のゲームソフト』のリストに、何故かこのソフトが実名で登場している。
- 維新のゲームセンター嵐(同)
- 『香港97』(HappySoft 吉喜軟体公司・1995年)[43]
スーパーファミコン向けゲームソフト。任天堂には無許可の作品。ちなみにフロッピーディスクでのリリースであり、SFC用マジコンを利用するタイプ。なぜかスタッフロールの中にカナダ大使館の文字がある。香港97スクリーンショット
- 『バイオレンスシティ山谷』(VHS・30分)
東京都南千住にあるドヤ街、山谷（さんや）を舞台にしたビデオ作品。
当時の仲間達と共に家庭用ビデオカメラ(当時は大型であった)による隠し撮りによる撮影。裏話として、そこの住人の襲撃によって危ない目に遭っていると本人談。
- 『気違いナチス』(音楽CD)
正確には音楽CDではない。あるナチスマニアの男が、自宅の火事で収集していたナチス関係グッズを全て失い、これにより精神を病みカセットテープにナチスネタや猟奇的なネタ等の独白を吹き込んだものが、回り廻って黒沢の手に届いたものをCD化したもの。
黒沢によると、聞く者を不快にさせる内容であるとのこと。
- 『ピヨピヨオムツ博士』(音楽CD)
- 『スカトロ公務員』(音楽CD)
両方とも先述の『気違いナチス』同様、正確には音楽CDではない。とあるテレクラのサクラのお姉さんと変態的な客の会話を収めた内容。
CDによる作品は、製作にかなり手間と金がかかった上にほとんど売れず、大量の在庫が残って途方に暮れたエピソードもある。

### 商業作品
SIMPLE2000シリーズ Vol.88『THE ミニ美女警官（ミニスケポリス）』（D3 PUBLISHER・2005年11月）
PS2用ゲームソフト。ゲームデザイン：クーロン黒沢

### 雑誌連載など
※特に記載のない限り、雑誌連載。
- RocketNews24[44]

#### 過去の連載
- 「ニホンジンドットコム」
- クロマーマガジン[45]
- 「Dice-K.com」（現在は「Sorae.jp」）
前述した実業家、榎本大輔のブログ内でコラムを連載。ちなみに、STAFF欄には「プノンペンの薄汚い木賃宿で慎み深く内職しながら、低レート麻雀で淡い夢を見る毎日著書多数」とある。Sorae.jp内のコラム、世界むるるん紀行[リンク切れ]
- 「PC・GIGA」
　「アジアヘルシー紀行」を連載。

- 「TECH Win」
- 「宝島30」
- 「メンズウィンドウズ」
- 「MacJapan Bros」
- 「KONPEITO」
ベッコアメというプロバイダの機関紙
- 「Hacker Japan」
既に絶版。コラム404にて連載していた。こちらで、過去の連載を読むことができる。
- 「ゴーゴー!!Windows」
- 「インターネットマニア」
- 「ゲームラボ」
- 「EX CD-ROM」
- 「エロッカーズオンライン」
アダルト・コンピュータの両方をメインコンテンツとしていたウェブサイト。
- 「Digital Nova」
読み物系のウェブサイト。
- 「クリーム」
いわゆるお菓子系雑誌
- 「桃クリーム」
前述した「クリーム」の姉妹誌。
- 「コンプティーク」
- 「CD-ROM FAN」
- 「@ your own risk」
ソフトバンクが運営していたインターネット新聞のワンコーナー
- 「ASCII DOS/V Issue」
- 「DeepNet」
- 「月刊電脳亜細亜」
秋葉原にてPCサプライ商品等を販売する、あきばんぐが出していた同人誌。黒沢は「マニア暗黒時代」を連載。
- Hacker Japan Online
絶版のハッカージャパンの記事を掲載。コラム404にて、クーロン黒沢のアジアコラムなどを掲載。

### 出演等(クーロン黒沢が製作に関与していないもの)
『裏情報独走バラエティ・地下ビデオ Vol.1』(ビデオ安売王・1996年)
当時主宰していた草の根BBS、東京イソターネットが取材対象となる（『地下ビデオ』はビデオで雑誌のようなことをしようと企画したものらしい）。
ギャラも出るという約束だったが、取材後半年間ギャラの件について音沙汰なしだったという（結局ギャラが出たのかは不明）。
また、黒沢は、このビデオをビデオ安売王の店舗内で見かけなかったため、製品化されずお蔵入りになっていたものと思っていたが、後に黒沢のファンから届いた電子メールで発売されたことを知ったという。
その他の企画（黒沢はおそらく関与していない）は、富士山でベニテングタケを食う実験やスタンガン人体実験。黒沢曰く、「980円以上の内容は私が保証しよう」、とのこと（980円はこのビデオの定価）。